# Атлетски рекорди Црне Горе на отвореном за жене
Ово је списак атлетских рекорда Црне Горе на отвореном за жене у свим дисциплинама, које воде Међународна асоцијација атлетских федерација ИААФ, Европска атлетска асоцијација ЕАА и Атлетски савез Црне Горе (АСЦГ). Приказано је стање рекорда на дан 31. децембар 2015.
| Дисциплина       | Резултат                                                                                                   | Име                                                                                          | Датум               | Такмичење         | Место, Држава                 | Детаљи |
| ---------------- | --- | -------------------------------------------------------------------------------------------- | ------------------- | ----------------- | ----------------------------- | ------ |
| 100 м            | 12,24 (+0,8 м/с)                                                                                           | Милена Милашевић - 84.                                                                       | 26. август 2007.    | Светско првенство | Осака, Јапан                  |        |
| 200 м            | 25,02 (+1,5 м/с)                                                                                           | Кристина Дубак - 96.                                                                         | 6. јул 2014.        |                   | Сер, Грчка                    |        |
| 400 м            | 56,47 | Данијела Срдановић - 65.                                                                     | 4. јул 1992.        |                   | Београд СР Југославија        |        |
| 800 м            | 2:10,34 | Слађана Перуновић - 84.                                                                      | 1. јул 2012.        |                   | Беране, Црна Гора             |        |
| 1.000 м          | 2:48,94 | Слађана Перуновић - 84.                                                                      | 11. септембар 2011. |                   | Бар, Црна Гора                |        |
| 1.500 м          | 4:23,73 | Слађана Перуновић - 84.                                                                      | 13. август 2014.    |                   | Бар, Црна Гора                |        |
| 2.000 м          | 7:09,5 | Јована Ђуровић - 99                                                                          | 22. септембар 2013. |                   | Бар, Црна Гора                |        |
| 3.000 м          | 9:24,69 | Слађана Перуновић - 84.                                                                      | 27. јул 2013.       |                   | Стара Загора, Бугарска        |        |
| 5.000            | 16:25,91                                                                                                   | Слађана Перуновић - 84.                                                                      | 19. јун 2011.       |                   | Рејкјавик, Исланд             |        |
| 5 км             | 15:59,4 | Слађана Перуновић - 84.                                                                      | 29. март 2014.      |                   | Подгорица, Црна Гора          |        |
| 10.000 м         | 34:57,0 | Слађана Перуновић - 84.                                                                      | 13. април 2014.     |                   | Бар, Црна Гора                |        |
| Полумаратон      | 1:14:38*                                                                                                   | Слађана Перуновић - 84                                                                       | 20. септембар 2015. |                   | Сарајево, Босна и Херцеговина |        |
| 30 км            | 1:58:31*                                                                                                   | Слађана Перуновић - 84.                                                                      | 8. септембар 2013.  |                   | Охрид, Северна Македонија     |        |
| Маратон          | :39:07 | Слађана Перуновић - 84.                                                                      | 5. август 2012.     |                   | Лондон, Велика Британија      | [ 1 ]  |
| 50 км            | 4:45:37 | Зорица Кривокапић - 73.                                                                      | 29. март 2009.      |                   | Подгорица, Црна Гора          |        |
| 100 км           | 10:06:56                                                                                                   | Слађана Перуновић - 84.                                                                      | 30. новембар 2002.  |                   | Подгорица, Црна Гора          |        |
| 100 м препоне    | 14,20 (+1,0)                                                                                               | Сања Трипковић - 77.                                                                         | 27. јун 1999.       |                   | Истанбул, Турска              |        |
| 400 м препоне    | 58,36 | Сања Трипковић - 77.                                                                         | 28. јун 1998.       |                   | Београд СР Југославија        |        |
| 3.000 м препреке | 10:40,1 | Слађана Перуновић - 84.                                                                      | 8. јун 2013.        |                   | Бар, Црна Гора                |        |
| Скок увис        | 1,91 | Марија Вуковић - 92.                                                                         | 25. јул 2010.       |                   | Монкатон, Канада              |        |
| Скок мотком      | - | -                                                                                            | -                   | -                 | -                             |        |
| Скок удаљ        | 6,23 (+0,9 м/с                                                                                             | Милена Милашевић - 84.                                                                       | 7. јун 2008.        |                   | Бар, Црна Гора                |        |
| Троскок          | 12,33 (+1,0 м/с)                                                                                           | Милена Милашевић - 84.                                                                       | 23. мај 2009.       |                   | Сремска Митровица, Србија     |        |
| Бацање кугле     | 15,38 | Кристина Ракочевић - 92.                                                                     | 31. мај 2015.       |                   | Бар, Црна Гора                |        |
| Бацање диска     | 53,91 | Кристина Ракочевић - 92.                                                                     | 26. јун 2015.       |                   | Баку, Азербејџан              |        |
| Бацање кладива   | 42,63 | Сандра Богавац - 93.                                                                         | 26. мај 2012.       |                   | [[[Бар]], Црна Гора           |        |
| Бацање копља     | 50,87 | Марија Богавац - 96                                                                          | 2. авгут 2015.      |                   | Питешти, Румунија             |        |
| Седмобој         | 4.848 | Милена Милашевић - 84.                                                                       | 1-2. октобар 2006.  |                   | Бар, Црна Гора                |        |
| Седмобој         | 14,07 (100 м препоне), 1,55 (вис), 12,09 (кугла), 25,90 (200 м)/ 5,84 (даљ), 28,57 (копље), 2:36,2 (800 м) |                                                                                              |                     |                   |                               |        |
| 4 х 100 м        | 41,49 | Љиљана Матовић - 93. Марина Бошковић - 85. Јована Кљајевић - 91. \|Милена Милашевић - 84.    | 20. јун 2009.       |                   | Сарајево, Босна и Херцеговина |        |
| 4 х 400 м        | 3:54,4 | Сања Трипковић - 77. Данијела Дробњак - 75 Јадранка Перутовић - 71. Данијела Срдановић - 65. | 5. јул 1992.        |                   | Београд СР Југославија        |        |

- = пролаз у дужој трци